# Đại tướng Quân đội nhân dân Việt Nam
Đại tướng Quân đội nhân dân Việt Nam là cấp bậc hàm sĩ quan cao nhất trong hệ thống Quân hàm Quân đội nhân dân Việt Nam với cấp hiệu 4 ngôi sao vàng.
Theo quy định hiện hành, theo Điều 88 Hiến pháp Việt Nam 2013, quân hàm Đại tướng Quân đội nhân dân Việt Nam do Chủ tịch nước, kiêm Chủ tịch Hội đồng Quốc phòng và An ninh Quốc gia quyết định phong cấp.
Quân hàm Đại tướng chỉ được phong cho các sĩ quan cấp cao nắm giữ các chức vụ: Bộ trưởng Bộ Quốc phòng, Tổng Tham mưu trưởng và Chủ nhiệm Tổng cục Chính trị. Ngoại lệ có:
- Hoàng Văn Thái được phong năm 1980 khi đang là Thứ trưởng Bộ Quốc phòng kiêm Phó Tổng Tham mưu trưởng dù ông là Tổng Tham mưu trưởng đầu tiên từ 1945–1954 và quyền Tổng Tham mưu trưởng một thời gian ngắn 1954 và năm 1974).
- Lê Đức Anh năm 1984 khi đang là Thứ trưởng Bộ Quốc phòng kiêm tư lệnh quân tình nguyện Việt Nam tại Campuchia.

Tính đến ngày 20 tháng 10 năm 2024, Quân đội nhân dân Việt Nam đã có 18 quân nhân được phong quân hàm Đại tướng.
Có 2 quân nhân được phong thẳng quân hàm Đại tướng không qua các cấp trung gian là: Võ Nguyên Giáp (1948) và Nguyễn Chí Thanh (1959).
Hiện có 3 đại tướng quân đội giữ quân hàm còn đang công tác trong ngành là Bộ trưởng Bộ Quốc phòng Phan Văn Giang, Chủ nhiệm Tổng cục Chính trị Trịnh Văn Quyết và Tổng tham mưu trưởng Nguyễn Tân Cương. Ngoài ra còn có 1 đại tướng quân đội khác giữ quân hàm nhưng không còn công tác trong ngành là Chủ tịch nước Lương Cường.

## Lịch sử hình thành
Theo sắc lệnh số 33 ngày 22 tháng 3 năm 1946 do Chủ tịch Chính phủ nước Việt Nam Dân chủ Cộng hòa ký, cấp bậc Đại tướng Quân đội Quốc gia Việt Nam được quy định lần đầu tiên với cấp hiệu cầu vai 3 sao vàng trên nền đỏ. Tuy nhiên, tại thời điểm đó chưa có quân nhân được phong quân hàm này. Mãi đến ngày 20 tháng 1 năm 1948, Tổng Tư lệnh Quân đội Quốc gia và dân quân tự vệ Võ Nguyên Giáp là người đầu tiên được phong quân hàm này.

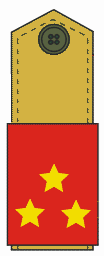
Quân hàm Đại tướng Quân đội Quốc gia Việt Nam từ năm 1946 đến năm 1958

Cấp bậc Đại tướng một lần nữa được quy định lại với Luật Quy định chế độ phục vụ của Sĩ quan Quân đội nhân dân Việt Nam ngày 31 tháng 5 năm 1958. Và Nghị định 307-TTg ngày 20 tháng 6 năm 1958 cũng quy định quân hàm Đại tướng mang 4 ngôi sao vàng trên cấp hiệu. Và ngày 31 tháng 8 năm 1959, Chủ nhiệm Tổng cục Chính trị Nguyễn Chí Thanh là người thứ 2 được thụ phong quân hàm Đại tướng.

## Danh sách Đại tướng Quân đội nhân dân Việt Nam
| STT | Hình        | Họ và tên (Sinh - mất)        | Năm được phong | Quê quán       | Chức vụ thời điểm thụ phong                                                   | Chức vụ cao nhất trong Nhà nước                                                                                            | Chức vụ cao nhất trong Đảng Cộng sản                                                                                               |
| --- | ----------- | ----------------------------- | -------------- | -------------- | ----------------------------------------------------------------------------- | --- | --- |
| 1   |             | Võ Nguyên Giáp (1911–2013)    | 1948           | Quảng Bình     | Bộ trưởng Bộ Quốc phòng                                                       | - Phó Chủ tịch Thứ nhất Hội đồng Bộ trưởng - Tổng Tư lệnh Quân đội nhân dân Việt Nam - Bộ trưởng Bộ Quốc phòng (1948–1980) | - Ủy viên Bộ Chính trị (1951–1982) - Bí thư Quân ủy trung ương                                                                     |
| 2   |             | Nguyễn Chí Thanh (1914–1967)  | 1959           | Thừa Thiên Huế | Chủ nhiệm Tổng cục Chính trị                                                  | - Chủ nhiệm Tổng cục Chính trị                                                                                             | - Ủy viên Bộ Chính trị (1951–1967)                                                                                                 |
| 3   |             | Văn Tiến Dũng (1917–2002)     | 1974           | Hà Nội         | Tổng Tham mưu trưởng                                                          | - Bộ trưởng Bộ Quốc phòng (1980–1987)                                                                                      | - Ủy viên Bộ Chính trị khóa III, IV, V - Bí thư Đảng ủy Quân sự Trung ương (1984–1986)                                             |
| 4   |             | Hoàng Văn Thái (1915–1986)    | 1980           | Thái Bình      | Thứ trưởng Bộ Quốc phòng kiêm Phó Tổng Tham mưu trưởng thứ nhất               | - Tổng Tham mưu trưởng (1945–1953) - Thứ trưởng Bộ Quốc phòng                                                              | - Ủy viên Trung ương Đảng khóa III, IV và V                                                                                        |
| 5   |             | Chu Huy Mân (1913–2006)       | 1980           | Nghệ An        | Chủ nhiệm Tổng cục Chính trị                                                  | - Phó Chủ tịch Hội đồng Nhà nước (1981–1986) - Chủ nhiệm Tổng cục Chính trị                                                | - Ủy viên Bộ Chính trị (1976–1986)                                                                                                 |
| 6   |             | Lê Trọng Tấn (1914–1986)      | 1984           | Hà Nội         | Thứ trưởng Bộ Quốc phòng kiêm Tổng Tham mưu trưởng                            | - Thứ trưởng Bộ Quốc phòng - Tổng Tham mưu trưởng (1980–1986)                                                              | - Ủy viên Trung ương Đảng khóa IV và V                                                                                             |
| 7   |             | Lê Đức Anh (1920–2019)        | 1984           | Thừa Thiên Huế | Thứ trưởng Bộ Quốc phòng kiêm Tư lệnh Quân tình nguyện Việt Nam tại Campuchia | - Chủ tịch nước Cộng hòa xã hội chủ nghĩa Việt Nam (1992–1997) - Bộ trưởng Bộ Quốc phòng (1987–1991)                       | - Ủy viên Bộ Chính trị (1982–1997)                                                                                                 |
| 8   | không khung | Nguyễn Quyết (1922–2024)      | 1990           | Hưng Yên       | Phó Chủ tịch Hội đồng Nhà nước kiêm Chủ nhiệm Tổng cục Chính trị              | - Chủ nhiệm Tổng cục Chính trị (1987–1991) - Phó Chủ tịch Hội đồng Nhà nước (1987–1992)                                    | - Bí thư Trung ương Đảng khóa VI                                                                                                   |
| 9   |             | Đoàn Khuê (1923–1999)         | 1990           | Quảng Trị      | Thứ trưởng Bộ Quốc phòng kiêm Tổng Tham mưu trưởng                            | - Bộ trưởng Bộ Quốc phòng (1991–1997)                                                                                      | - Ủy viên Bộ Chính trị (1991–1997)                                                                                                 |
| 10  |             | Phạm Văn Trà (1935)           | 2003           | Bắc Ninh       | Bộ trưởng Bộ Quốc phòng                                                       | - Bộ trưởng Bộ Quốc phòng (1997–2006)                                                                                      | - Ủy viên Bộ Chính trị (1996–2006)                                                                                                 |
| 11  |             | Lê Văn Dũng (1945)            | 2007           | Bến Tre        | Chủ nhiệm Tổng cục Chính trị                                                  | - Chủ nhiệm Tổng cục Chính trị (2001–2011) - Tổng Tham mưu trưởng (1998–2001)                                              | - Bí thư Trung ương Đảng (2001–2011)                                                                                               |
| 12  |             | Phùng Quang Thanh (1949–2021) | 2007           | Hà Nội         | Bộ trưởng Bộ Quốc phòng                                                       | - Bộ trưởng Bộ Quốc phòng (2006–2016)                                                                                      | - Ủy viên Bộ Chính trị (2006–2016)                                                                                                 |
| 13  |             | Đỗ Bá Tỵ (1954)               | 2015           | Hà Nội         | Thứ trưởng Bộ Quốc phòng kiêm Tổng Tham mưu trưởng                            | - Phó Chủ tịch Quốc hội (2016–2021) - Tổng Tham mưu trưởng (2010–2016)                                                     | - Ủy viên Ban Chấp hành Trung ương Đảng (2006–2021)                                                                                |
| 14  |             | Ngô Xuân Lịch (1954)          | 2015           | Hà Nam         | Chủ nhiệm Tổng cục Chính trị                                                  | - Bộ trưởng Bộ Quốc phòng (2016–2021) - Chủ nhiệm Tổng cục Chính trị (2011–2016)                                           | - Bí thư Trung ương Đảng (2011–2016) - Chủ nhiệm Ủy ban Kiểm tra Quân ủy Trung ương (2011–2016) - Ủy viên Bộ Chính trị (2016–2021) |
| 15  |             | Lương Cường (1957)            | 2019           | Phú Thọ        | Chủ nhiệm Tổng cục Chính trị                                                  | - Chủ tịch nước Cộng hòa xã hội chủ nghĩa Việt Nam (2024–) - Chủ nhiệm Tổng cục Chính trị (2016–2024)                      | - Thường trực Ban Bí thư (5/2024–10/2024) - Ủy viên Bộ Chính trị (2021–nay)                                                        |
| 16  |             | Phan Văn Giang (1960)         | 2021           | Nam Định       | Bộ trưởng Bộ Quốc phòng                                                       | - Bộ trưởng Bộ Quốc phòng (2021–)                                                                                          | - Ủy viên Bộ Chính trị (2021–nay)                                                                                                  |
| 17  |             | Nguyễn Tân Cương (1966)       | 2024           | Hà Nam         | Thứ trưởng Bộ Quốc phòng kiêm Tổng Tham mưu trưởng                            | - Tổng tham mưu trưởng Quân đội nhân dân Việt Nam (2021–)                                                                  | - Ủy viên Ban chấp hành Trung ương Đảng (2021–nay)                                                                                 |
| 18  |             | Trịnh Văn Quyết (1966)        | 2025           | Hải Dương      | Chủ nhiệm Tổng cục Chính trị                                                  | - Chủ nhiệm Tổng Cục Chính trị (2024–)                                                                                     | - Bí thư Trung ương Đảng (2024–nay)                                                                                                |

## Danh sách Đại tướng tại nhiệm
| STT | Hình | Họ và tên               | Năm được phong | Quê quán  | Chức vụ hiện nay trong Nhà nước                                       | Chức vụ hiện nay trong Đảng Cộng sản |
| --- | ---- | ----------------------- | -------------- | --------- | --------------------------------------------------------------------- | ------------------------------------ |
| 1   |      | Lương Cường (1957)      | 2019           | Phú Thọ   | - Chủ tịch nước Cộng hòa xã hội chủ nghĩa Việt Nam (2024–)            | - Ủy viên Bộ Chính trị (2021–nay)    |
| 2   |      | Phan Văn Giang (1960)   | 2021           | Nam Định  | - Bộ trưởng Bộ Quốc phòng (2021–nay)                                  | - Ủy viên Bộ Chính trị (2021–nay)    |
| 3   |      | Nguyễn Tân Cương (1966) | 2024           | Hà Nam    | - Tổng tham mưu trưởng Quân đội nhân dân Việt Nam (2021–)             | - Ủy viên Trung ương Đảng (2021–nay) |
| 4   |      | Trịnh Văn Quyết (1966)  | 2025           | Hải Dương | - Chủ nhiệm Tổng Cục Chính trị Quân đội Nhân dân Việt Nam (2024 -nay) | - Bí thư Trung ương Đảng (2024-nay)  |